# Wegkreuz (Thundorf in Unterfranken, Weichtunger Weg)

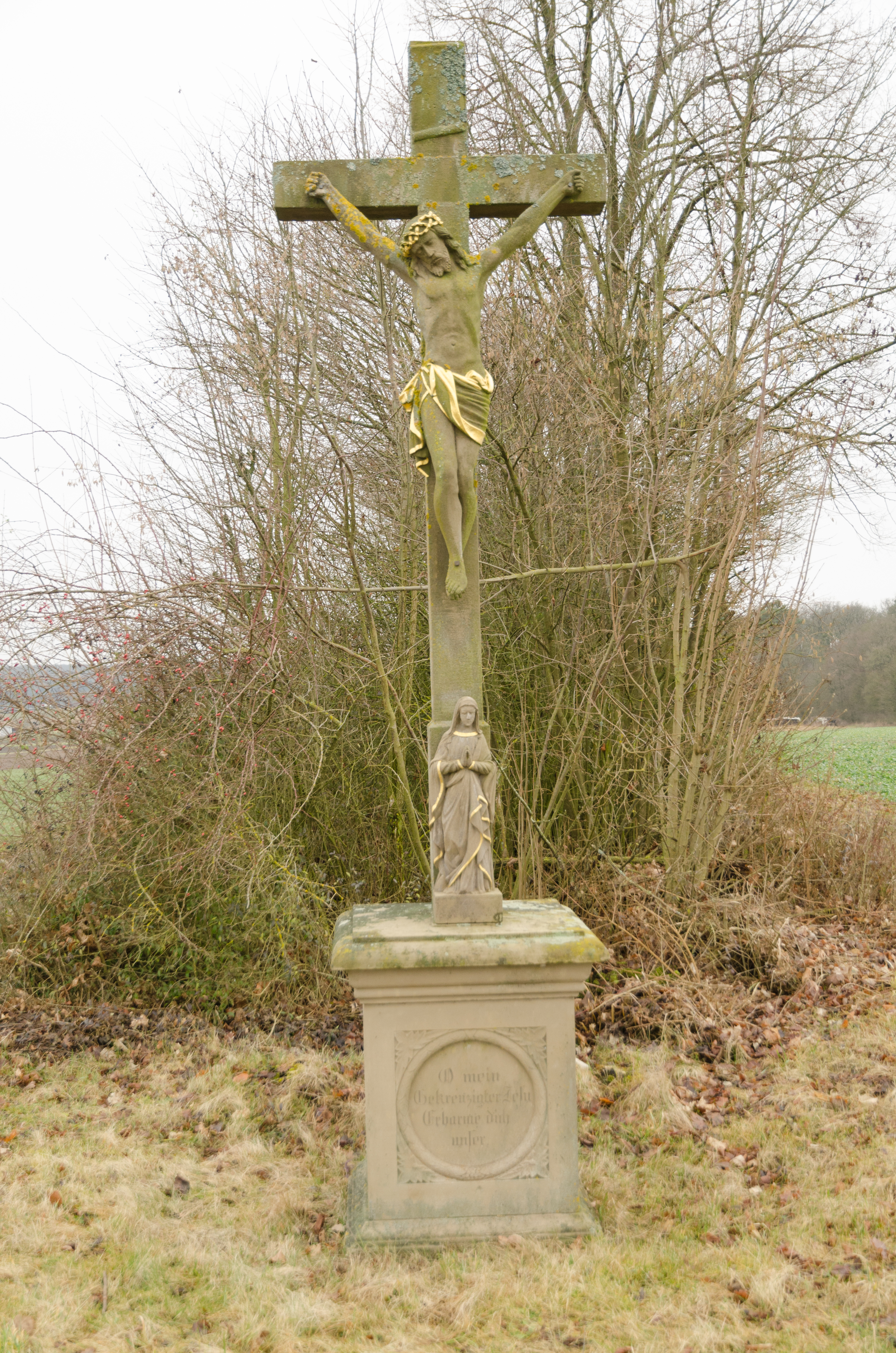
Wegkreuz, Thundorf in Unterfranken, Nähe Weichtunger Straße

Das Wegkreuz Nähe Weichtunger Straße ist ein Flurdenkmal in der Gemeinde Thundorf in Unterfranken im unterfränkischen Landkreis Bad Kissingen. Es steht etwa 1000 Meter westlich der Thundorfer St. Laurentius-Kirche an der Straße nach Weichtungen (heute Gemeindeteil von Maßbach).
Das Wegkreuz gehört zu den Baudenkmälern von Thundorf in Unterfranken und ist unter der Nummer D-6-72-157-21 in der Bayerischen Denkmalliste registriert.

## Beschreibung
Das Wegkreuz besteht aus Sandstein und entstand im Jahr 1913. Auf der Rückseite befindet sich die Inschrift

„F. Wehner

1913“

Die Überlieferung besagt, dass die Familie Wehner das Kreuz aufstellen ließ, als ihre Gebete mit der Bitte um Kindersegen erfüllt wurden.
Im Rahmen der Flurbereinigung wurde das Kreuz Ende der 1960er Jahre von seinem ursprünglichen Standort um 150 Meter Richtung Weichtungen an seinen jetzigen Standort versetzt.
Als im Jahr 1978 der rechte Arm abgebrochen war und von Bildhauer Josef Felkl repariert wurde, kam ein in Karlstadt lebender Nachfahre der Stifterfamilie für die Reparatur auf.
Das Kreuz besteht aus Sockel, Kreuz, Korpus und einer Madonnenfigur. Der 120 cm hohe Sockel ist mit vorkragenden Grund- und Deckplatten ausgestattet und an seinen Kanten gefast. Auf der Vorderseite des Sockels befindet sich eine von einem Lorbeerkranz umrahmte Inschrift:

„O mein

Gekreuzigter Jesu

Erbarme dich

unser.“

Zusätzlich wird der Lorbeerkranz von einem quadratischen Feld eingerahmt, dessen Ecken mit blattähnlichen Ornamenten verziert sind.
Auf dem Sockel steht das 295 cm hohe Kreuz, dessen Schaft unten leicht verstärkt ist (Abmessungen: 22 cm × 19 cm). Vor dem Kreuz steht auf einem Sockel eine 70 cm hohe jugendliche, betende Madonna. Über ihr befindet sich der Korpus mit einem seitlich gebundenen Lendentuch. Nach Auskunft von Bildhauer Felkl befanden sich im Jahr 1978 an Korpus und Madonna noch Reste verschiedener Ölfarben, die entfernt wurden. Der Sandstein, aus dem der Korpus besteht, soll aus den Sandsteinbrüchen von Wermerichshausen (heute Gemeindeteil von Münnerstadt) stammen. Es gilt als wahrscheinlich, dass auch der Hersteller des Kreuzes in der Nähe des für seine Steinhauertradition bekannten Wermerichshausen ansässig war.